# Masło (zespół muzyczny)
Masło – wspólny projekt muzyczny Tymona Tymańskiego (Miłość, Kury, Trupy, Czan) i Mikołaja Trzaski (Łoskot), założony w kwietniu 1994 roku. Duet koncertował od połowy lat 90., szczególnie często w bydgoskim Klubie Mózg, gdzie dokonywał też nagrań. Niektóre z nich trafiły na składanki poświęcone muzyce yassowej (Mózg 5 lat, Cały ten yass!). W repertuarze Masła znajdowały się standardy jazzowe i rockowe, nowe kompozycje. Jak dotąd nie wydano płyty koncertowej duetu, aczkolwiek jest od lat zapowiadana. W wywiadzie z 2005 roku dla Lampy Trzaska mówił:

Jest jeden słynny koncert duetu Masło z Mózgu, który jest jeszcze do wydania. Zrobiliśmy dwugodzinną próbę na instrumentach, taki soundcheck, potem koncert składał się z dwóch setów po 50. minut, podczas których tylko rozmawiamy, trzymając instrumenty na kolanach. Moim zdaniem sensacyjne zjawisko.

## Skład
- Tymon Tymański – głos, gitara
- Mikołaj Trzaska – saksofony (alt, sopran, baryton oraz klarnet basowy).